# Бондаренко Богдан Володимирович
Бондаренко Богдан Володимирович (29 січня 1970, Львів, Львівська область) — український журналіст, редактор та інтерв'юер. Автор понад пів тисячі інтерв'ю та матеріалів. Висвітлює світське життя діячів мистецтва, моди, науки та політики.

## Біографія
Народився в сім’ї професора Національного лісотехнічного університету Володимира Бондаренка та художниці й поетеси Лариси Учурханової.
З 1988 до 1993 року навчався на факультеті журналістики Львівського університету імені Івана Франка.
З 1990 до 1996 року кореспондент газети «Молода Галичина».
З 1996 року працює у всеукраїнській газеті «Експрес». Був заступником головного редактора, відповідальним редактором, першим заступником головного редактора. У 2007 році творчий колектив обрав його стратегічним редактором . Сьогодні — шеф-редактор.

## Журналістська діяльність
Богдан Бондаренко — автор сотень інтерв’ю з відомими європейськими діячами культури. Серед них — Бріжіт Бардо, Софі Марсо, П'єр Рішар, Деміс Русос, Клаудія Кардінале, Патрісія Каас, Марсель Марсо, Анні Жирардо, Сільвія Крістель, Шарль Азнавур, Мішель Мерсьє, Фанні Ардан, Пітер Устінов, Барбара Брильська, Поль Моріа, Гельмут Ньютон, Аль Бано, Кшиштоф Зануссі.
Матеріали публікуються в авторській рубриці «Віч-на-віч», що з 1996 року виходить на сторінках газети «Експрес», Богдан Бондаренко робив інтерв’ю з лауреатами «Оскара» — Енніо Морріконе, Мішелем Леграном, Бернардо Бертолуччі, Яном Качмареком, Френсісом Леєм, Анджеєм Вайдою, Режісом Варньє, Оленою Андрейчевою, а також із лауреатами Нобелівської премії — Віславою Шимборською, Даріо Фо, Чеславом Мілошем, Світланою Алексієвич, Андре Геймом, Лехом Валенсою та іншими. 
Окрім того, має у творчому доробку інтерв’ю з Реєм Бредбері, Станіславом Лемом, Анн Голон, Славоміром Мрожеком та іншими.
Богдан Бондаренко також автор розлогих бесід з модельєрами — П’єром Карденом, Юбером де Живанші, Доменіко Дольче і Стефано Габбана, Сонею Рікель, Кендзо Такада, Ніколо Труссарді, Пако Рабаном, Ніно Черруті, Лаурою Беаджотті, Джанфранко Ферре та іншими.
У 1998 році офіційно акредитований на Каннському кінофестивалі, перебіг якого висвітлював на сторінках газети «Експрес».

## Відзнаки
- Переможець регіональної програми «Кришталевий лев — 97», що проходила в рамках загальнонаціональної акції «Людина року», отримавши нагороду в номінації журналіст року[11].